# Why Don't You Do Right?
"Why Don't You Do Right?" (oorspronkelijk opgenomen als "Weed Smoker's Dream") is een Amerikaans blues- en jazznummer, geschreven door Kansas Joe McCoy en Herb Morand in 1936. Het heeft een kenmerkend bluesschema met twaalf maten en wordt beschouwd als een typisch bluesnummer voor vrouwen. Het is uitgegroeid tot een echte standaard.

## Achtergrond
In 1936 nam de jazzband Harlem Hamfats het nummer voor het eerst op, toen nog onder de titel "Weed Smoker's Dream". Bandlid Kansas Joe McCoy herschreef het nummer later en gaf het de nieuwe versie de titel "Why Don't You Do Right?" mee. In deze versie werd het opgenomen door blueszangeres Lil Green, met gitaarspel van Big Bill Broonzy.
"Why Don't You Do Right?" vindt zijn oorsprong in de bluesmuziek en ging oorspronkelijk over een marihuanaroker die terugdenkt aan gemiste financiële kansen. Sinds het werd herschreven, wordt het vanuit het vrouwelijk perspectief gezongen. De vrouw confronteert haar man vanwege zijn onverantwoordelijke acties: "Why don't you do right, like some other men do? Get out of here and get me some money too." (Waarom doe je geen goede dingen, zoals andere mannen doen? Ga weg en breng mij ook wat geld.)
"Why Don't You Do Right?" heeft vooral door de opname van Peggy Lee en Benny Goodman aandacht gekregen. Op 27 juli 1942 namen zij het op in New York en in 1943 werd het gebruikt in de film Stage Door Canteen, waardoor het meer dan een miljoen keer werd verkocht en de vierde plaats in de Amerikaanse hitlijsten bereikte. Dit zorgde voor de doorbraak van Lee.
"Why Don't You Do Right?" bleef jarenlang een populair nummer. In 1988 werd het gebruikt in de film Who Framed Roger Rabbit, waarin het door Amy Irving in de rol van Jessica Rabbit werd gezongen. In 2018 zetten Beth Hart en Joe Bonamassa een cover op hun samenwerkingsalbum Black Coffee. Deze versie kreeg in Nederland aandacht; in 2019 kwam het binnen in de Radio 2 Top 2000.

## NPO Radio 2 Top 2000
| Nummer met noteringen in de NPO Radio 2 Top 2000    | '19  | '20  |
| --------------------------------------------------- | ---- | ---- |
| Why Don't You Do Right? (Beth Hart & Joe Bonamassa) | 1511 | 1618 |

1. ↑  Een vetgedrukt getal geeft de hoogste notering aan.
2. ↑  2019 was het eerste jaar met een notering voor dit nummer.
3. ↑  Deze tabel is bijgewerkt tot en met de laatste editie (2024).